# 廣野祐
廣野 祐（ひろの ゆう、1984年11月6日 - ）は、日本の男性キックボクサー。東京都出身。NPO JEFA所属。元J-NETWORKミドル級王者、元J-NETWORKスーパーウェルター級王者。

## 来歴
19歳でキックボクシングを始めた。
2006年1月22日、第88回新空手道交流大会・K-2トーナメント中量級に出場。決勝で玉浦千春に勝利し、優勝を果たした。
2006年5月4日、第17回全日本新空手道選手権大会・K-2トーナメント中量級に出場。決勝で牧野智昭に勝利し、優勝を果たした。
2006年10月15日、J-NETWORKでプロデビュー。
2007年1月8日、デビュー2戦目のJ-NETWORKミドル級王座次期挑戦者決定戦で小澤和樹と対戦し、3-0の判定勝ちで王座挑戦権を獲得した。
2007年11月9日、デビュー6戦目でJ-NETWORKミドル級王者寒川直喜に挑戦し、1-1の判定ドローで王座獲得はならなかった。
2008年1月4日、初参戦となった全日本キックボクシング連盟の70'sトーナメント・リザーブファイトでサトルヴァシコバと対戦し、3-0の判定勝ちを収めた。
2008年4月11日、J-NETWORKスーパーウェルター級王座決定トーナメント決勝で川端健司と対戦し、最終回残り3秒でTKO勝ちを収めスーパーウェルター級王座を獲得した。試合後のリング上でK-1出場をアピールした。
2008年5月11日、R.I.S.E. 46の-70kg王座決定トーナメント1回戦で龍二と対戦し、0-3の判定負けを喫した。
2008年11月30日、J-NETWORKミドル級暫定王者決定戦で千春"桃白白"と対戦し、3-0の判定勝ちを収めミドル級暫定王座を獲得。J-NETWORKでの2階級同時制覇に成功した。ミドル級王者寒川直喜が契約体重に落としての試合出場が不可能になったことから暫定王座が賭けられることになった。2009年3月1日付けで寒川がミドル級王座を返上したため正規王者となった。
2009年3月14日、K-1ルールの大会「Krush.2」で山内裕太郎と対戦し、3-0の判定勝ちを収めた。
2009年5月17日、Krush.3でスコット・シャファーと対戦し、1-2の判定負けを喫した。
2009年8月15日付けでK-1を目指すためにスーパーウェルター級王座を返上した。
2009年9月22日、Krush 70kg Tournament 2009 〜Road to MAX〜 準決勝で蜜山剛三と対戦し、3-0の判定勝ちを収めた。11月2日の決勝で中島弘貴と対戦し、0-3の判定負けで準優勝となった。
2010年7月9日、Krush.8でWBCムエタイ日本ウェルター級王者宮越宗一郎と対戦し、0-2の判定負けを喫した。
2010年9月20日、Krush.10で川端健司と対戦し、0-3の判定負けを喫した。
2011年1月9日、Krush初代王座決定トーナメント ～Round.2～で小西拓槙と対戦し、徹底したボディへの攻撃でスタンディングダウンを奪い、3-0の判定勝ちを収めた。
2011年6月12日、Krush-EX 2011 vol.3の -70kg初代王座決定トーナメント・リザーブファイトで阿佐美ザウルスと対戦し、3-0の判定勝ちを収めた。この勝利でリザーバー権を獲得した。

## 戦績
| キックボクシング 戦績 | キックボクシング 戦績 | キックボクシング 戦績 | キックボクシング 戦績 | キックボクシング 戦績 | キックボクシング 戦績 | キックボクシング 戦績 |
| --------------------- | --------------------- | --------------------- | --------------------- | --------------------- | --------------------- | --------------------- |
| 29 試合               | (T)KO                 | 判定                  | その他                | 引き分け              | 無効試合              |                       |
| 19 勝                 | 4                     | 15                    | 0                     | 1                     | 0                     |                       |
| 9 敗                  | 0                     | 9                     | 0                     | 1                     | 0                     |                       |

| 勝敗 | 対戦相手             | 試合結果                          | 大会名                                                                                                  | 開催年月日     |
| ○    | 小西拓槙             | 3R終了 判定3-0                    | －70.0kg契約 【GLORY 13 TOKYO】                                                                         | 2013年12月21日 |
| ○    | ダニロ・ザノリニ     | 3R終了 判定2-0                    | スーパーファイト70kg契約 【Road to GLORY JAPAN -85kg】                                                  | 2013年5月3日   |
| ○    | 森本一陽             | 3R終了 判定3-0                    | 【Road to GLORY JAPAN（Road to GLORYトーナメントFINAL8）】                                              | 2013年3月10日  |
| ×    | 城戸康裕             | 3R終了 判定0-3                    | 【ビッグバン・統一への道 其の十】                                                                       | 2012年9月2日   |
| ○    | ジャングルコーキ     | 3R2分41秒 TKO                     | 【Krush-EX 2012 vol.4】                                                                                 | 2012年7月14日  |
| ×    | シェムシ・ベキリ     | 5R終了 判定                       | 【「SUPERPRO FIGHT NIGHT 3（スイス）」】                                                                | 2012年3月3日   |
| ○    | 守屋拓郎             | 3R終了 判定3-0                    | Krush -70kg 【Krush.14】                                                                                | 2011年12月9日  |
| ○    | 秀虎                 | 3R終了 判定3-0                    | Krush -70kg初代王座決定トーナメント〜決勝戦〜 【Krush -70kg初代王座決定トーナメント・リザーブファイト】 | 2011年7月16日  |
| ○    | 阿佐美ザウルス       | 3R終了 判定3-0                    | Krush-EX 2011 vol.3 【Krush -70kg初代王座決定トーナメント・リザーブファイト】                           | 2011年6月12日  |
| ○    | 小西拓槙             | 3R終了 判定3-0                    | Krush初代王座決定トーナメント 〜Round.2〜                                                               | 2011年1月9日   |
| ×    | 川端健司             | 3R+延長R終了 判定0-3              | Krush.10                                                                                                | 2010年9月20日  |
| ×    | 宮越宗一郎           | 3R終了 判定0-2                    | Krush.8                                                                                                 | 2010年7月9日   |
| ×    | 中島弘貴             | 3R+延長2R終了 判定0-3             | Krushライト級グランプリ2009 〜決勝戦 Final Round〜 【Krush 70kg Tournament 2009 〜Road to MAX〜 決勝】  | 2009年11月2日  |
| ○    | 蜜山剛三             | 3R終了 判定3-0                    | Krush.4 【Krush 70kg Tournament 2009 〜Road to MAX〜 準決勝】                                           | 2009年9月22日  |
| ○    | 横田一則             | 3R終了 判定3-0                    | Krushライト級グランプリ2009 〜開幕戦 Round.1〜                                                          | 2009年7月24日  |
| ×    | スコット・シャファー | 3R終了 判定1-2                    | Krush.3                                                                                                 | 2009年5月17日  |
| ○    | 山内裕太郎           | 3R+延長R 判定3-0                  | 全日本キックボクシング連盟「Krush.2」                                                                   | 2009年3月14日  |
| ○    | 千春"桃白白"         | 5R終了 判定3-0                    | J-NETWORK「Let's Kick with J the FINAL」 【J-NETWORKミドル級暫定王者決定戦】                            | 2008年11月30日 |
| ×    | 喜入衆               | 3R終了 判定0-2                    | R.I.S.E. 48 〜THE KING OF GLADIATORs '08〜                                                              | 2008年7月4日   |
| ×    | 龍二                 | 3R+延長R終了 判定0-3              | R.I.S.E. 46 〜THE KING OF GLADIATORs '08〜 【R.I.S.E. -70kg CHAMPION MATCH】                            | 2008年5月11日  |
| ○    | 川端健司             | 5R 2:57 TKO（レフェリーストップ） | J-NETWORK「Let's Kick with J the 2nd」 【スーパーウェルター級王座決定トーナメント 決勝】                | 2008年4月11日  |
| ○    | 千春"桃白白"         | 3R 1:57 TKO（カット）             | J-NETWORK「Let's Kick with J the 1st」 【スーパーウェルター級王座決定トーナメント 準決勝】              | 2008年2月29日  |
| ○    | サトルヴァシコバ     | 3R終了 判定3-0                    | 全日本キックボクシング連盟「New Year Kick Festival 2008」 【70'sトーナメント リザーブファイト】         | 2008年1月4日   |
| △    | 寒川直喜             | 5R終了 判定1-1                    | J-NETWORK「Championship Tour of J Final」 【J-NETWORKミドル級タイトルマッチ】                           | 2007年11月9日  |
| ×    | 江口真吾             | 3R終了 判定0-3                    | J-NETWORK「Championship Tour of J 2nd」                                                                 | 2007年9月16日  |
| ○    | 宮越宗一郎           | 5R終了 判定3-0                    | J-NETWORK「J-FIGHT 16」                                                                                 | 2007年6月10日  |
| ○    | 拳士                 | 3R終了 判定2-0                    | J-NETWORK「The Starting Point of J 2nd」                                                                | 2007年3月21日  |
| ○    | 小澤和樹             | 3R終了 判定3-0                    | J-NETWORK「The Starting Point of J」 【J-NETWORKミドル級王座次期挑戦者決定戦】                          | 2007年1月8日   |
| ○    | 藤本治男             | 2R 2:03 TKO（レフェリーストップ） | J-NETWORK「J-FIGHT 12」                                                                                 | 2006年10月15日 |

## 獲得タイトル
- J-NETWORKスーパーウェルター級王座
- J-NETWORKミドル級王座（暫定王座→正規王座）